# Günther Csar
Günther Csar   (Zell am Ziller, 7 de març de 1966) és un esquiador austríac, ja retirat, especialista en combinada nòrdica, que va competir a finals dels anys vuitanta i principis dels noranta.
El 1988 va prendre part en els Jocs Olímpics d'Hivern de Calgary, on va disputar dues proves del programa de la combinada nòrdica. En la prova individual fou trenta-quatrè, mentre en la prova per equips guanyà la medalla de bronze, tot formant equip amb Hansjörg Aschenwald i Klaus Sulzenbacher. Quatre anys més tard va disputar, sense sort, la prova individual als Jocs d'Albertville. En el seu palmarès també destaca una medalla d'or en la prova per equips al Campionat del Món d'esquí nòrdic de 1991.
Una vegada retirat, el 1996, passà a exercir d'entrenador a la Federació Austríaca d'esquí.